# Matthias Jakob Schleiden

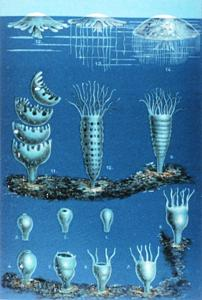
Die Entwickelung der Meduse ("The Development of the Medusæ"), in Schleiden's Das Meer

Matthias Jakob Schleiden (5 tháng 4 năm 1804 - 23 tháng 6 năm 1881) là một nhà thực vật học người Đức và là người đồng sáng lập ra thuyết tế bào, cùng với Theodor Schwann và Rudolf Virchow.
Sinh ra tại Hamburg, Schleiden theo học Heidelberg và hành nghề luật tại Hamburg, nhưng lại sớm bộc lộ mối quan tâm đặc biệt đối với thực vật học bằng cách giành toàn bộ thời gian của mình cho bộ môn này. Schleiden ưa thích nghiên cứu các cấu trúc của thực vật bằng kính hiển vi. Khi là giáo sư thực vật học tại Đại học Jena, ông viết sách Contributions to Phytogenesis (1838), trong đó ông phát biểu rằng những phần khác nhau của các thực vật được cấu tạo từ các tế bào. Do đó, Schleiden và Theodor Schwann trở thành những người đầu tiên phát biểu quan niệm không chính thức làm nền tảng cho sinh học cũng như đóng góp phần quan trọng về lý thuyết nguyên tử trong hóa học. Ông cũng nhận ra tầm quan trọng của nhân tế bào, vốn được phát hiện vào năm 1831 bởi nhà thực vật học Scotland Robert Brown, và cảm nhận mối liên hệ giữa nhân và sự phân chia tế bào.
Schleiden là một trong những nhà thực vật học Đức đầu tiên chấp nhận lý thuyết của Charles Darwin về tiến hóa. Ông trở thành giáo sư thực vật học tại Đại học Dorpat vào năm 1863.
Ông đã kết luận rằng tất cả những phần thuộc cơ thể của thực vật đều được cấu tạo bởi tế bào.
Ông mất ở Frankfurt am Main vào ngày 23 tháng 6 năm 1881.